# Parafia św. Michała Archanioła w Pogorzeli
Parafia Świętego Michała Archanioła w Pogorzeli – parafia rzymskokatolicka należąca do dekanatu Koźmin diecezji kaliskiej. Została utworzona w 1341. Mieści się przy Rynku. Prowadzą ją księża diecezjalni.